# WHITE ALBUM
『WHITE ALBUM』（ホワイトアルバム）は、Leaf（株式会社アクアプラス）から発売されたアダルトゲーム。
本作はビジュアルノベルで地位を築いたLeafがその路線からの転換を図って製作した最初の作品である。また、当時の美少女ゲームとしては珍しく、本作は浮気や三角関係を題材としていたことが大きな反響を呼んだ。

## あらすじ
主人公である大学生・藤井 冬弥は、同じ大学に通う新人アイドルの森川 由綺と付き合っていた。多忙な由綺とはなかなか会えず、2人の間に距離ができていった。
由綺ルート
冬弥と由綺は2人を惑わすような出来事を乗り越え、成長を遂げた。
美咲ルート
冬弥の大学の先輩・澤倉 美咲は優しい性格でだれからも好かれていた。由綺の存在が薄くなるにつれ、美咲の存在は冬弥の中で大きくなっていき、ついには一線を越えてしまう。それでも、美咲は由綺への気遣いから冬弥を避けようとする。また、冬弥も由綺のことが気になっていたことにくわえ、彼の友人・七瀬彰が美咲に思いを寄せていたことを知っていたことから、美咲と別れることを考えていたものの、踏み出せずにいた。そして、美咲は由綺に真実を話す。
理奈ルート
由綺と同じ事務所の先輩である緒方 理奈は、プロデューサーである兄・英二の助力もあって、芸能界で成功を収めていた。しかし、兄の興味が由綺に移り、振り向かせることも不可能だと知った矢先、冬弥と出会い、互いにひかれあう。
ある日、スタッフ全員が帰ったスタジオに由綺と理奈が残る。そして理奈が冬弥と肉体関係を結んだことを明かし、由綺から平手打ちを食らい、理奈も平手打ちを返す。その後、理奈は芸能界を引退する。

## 歴史
- 1998年
  - 5月1日 - PCオリジナル版発売（18禁）。
  - 8月14日 - CDアルバム「WHITE ALBUM ORIGINAL SOUND TRACK」発売（イベント通販限定商品）。
  - 12月23日 - CDシングル「WHITE ALBUM」発売。
- 1999年9月8日 - PCオリジナル版攻略本「WHITE ALBUM 公式ガイド 〜Official Art Book〜」発売。
- 2000年1月28日 - CDアルバム「Leaf VOCAL COLLECTION Vol.1」発売。
- 2001年12月19日 - MAXIシングル「POWDER SNOW」発売。
- 2002年7月24日 - CDアルバム「Leaf Piano Collection Vol.1」発売。
- 2006年8月23日 - CDアルバム「AQUAPLUS VOCAL COLLECTION Vol.1」発売（Leaf VOCAL COLLECTION Vol.1のパッケージリニューアル版。収録内容は同一）。
- 2008年6月27日 - この日発売の月刊コミック電撃大王8月号よりコミック版の連載開始。
- 2009年
  - 1月 - UHFアニメの形態にてTVシリーズ前半が放映開始。
  - 1月21日 - MAXIシングル「深愛」発売。
  - 1月28日 - MAXIシングル「舞い落ちる雪のように」発売。
  - 10月 - UHFアニメの形態にてTVシリーズ後半が放映開始。
- 2010年
  - 3月26日 - 続編『WHITE ALBUM2 -introductory chapter-』発売。
  - 6月24日 - PlayStation 3でリメイク版『WHITE ALBUM -綴られる冬の想い出-』が発売[6]（当初の発表では2009年発売予定だった）。このリメイク版では新たな攻略対象ヒロインとして如月小夜子が追加されている[6]。
- 2012年
  - 3月30日 - 『WHITE ALBUM -綴られる冬の想い出-』のWindows版が発売（DMM.com経由のダウンロード版のみでパッケージ版は非発売。その後、販売終了）。
- 2023年
  - 8月4日 - 『WHITE ALBUM -綴られる冬の想い出-』のWindows版が再発売[7]（DMM GAMES、もしくはSteamのダウンロード版のみでパッケージ版は非発売。2012年発売のものはイラストの解像度が1920×720だったが、それが1920×1080のフルHDになる他、少量調整を加えたものになる）。

## 特徴

### システム
本作品の採用したシステムは、下記の特徴を持つ。
- プレイヤーは11月3日から2月28日までの主人公の行動を操作する。
- プレイヤーは日曜日の夜に月〜土曜日のスケジュールを指定する。また、日曜日の朝に日曜日のスケジュールを指定する。
- スケジュールを消化する過程で「体力」が減少する。
- スケジュールを消化する過程でイベントシーンが発生する。
- イベントシーンにおける選択肢や会話の選択によってヒロインの「好感度」が増減する。
- 主人公の誕生日・血液型・オープニングの回想シーンでの選択肢によって主人公のタイプが分かれ、各キャラの好感度の上がりやすさに影響する。
- 好感度の量が、発生するイベントシーン・到達するエンディングに影響する。

なお、イベントシーンでは画面下方のボックスに台詞を表示する形式と画面全体にテキストを表示する過去作同様の形態を併用している。

### テキスト
本作品のテキストは、シナリオを担当した原田宇陀児の個性が強く反映されている。会話中心のゲームでありながら日常的とは言い難い、文学的な色合いの強い文体で、詩的な表現も多い。さらに原田の趣味であるミステリや洋画の要素が端々に溶け込んでいる。衒学的な演出（マルセル・デュシャンの『泉』を持ち出して主人公をからかうシーンなどがある）も散見される。
日常会話が中心となるパラメーター型の恋愛シミュレーションゲームであるが、それまでのビジュアルノベルシリーズと同等のテキストの量を誇っている。
なお、日常会話パートの一部は同社ライターの青紫が担当していた。

## 登場キャラクター
※ 声優はテレビアニメ版とゲームリメイク版のもの。PCオリジナル版はボイスなし。PCオリジナル版から登場しているキャラクターのプロフィールはとくに断りがない限りPCオリジナル版攻略本掲載のもの。

### メインキャラクター
藤井 冬弥（ふじい とうや）
声 - 前野智昭（アニメ版） / 木村はるか（子供時代）
誕生日と血液型はゲーム開始時に選択する。悠凪大学の2年生。同じ大学に通う女性アイドルの由綺と交際しているが、多忙な彼女と一緒にいられないことが多いため、由綺シナリオ以外では他ヒロインとの浮気に走る上、由綺には別れ話を切り出さずに曖昧なままで三角関係をダラダラと続け、それを正当化しようとする言動（主に独白）を繰り返すことになるなど、全く反省ができていない。このため、テレビアニメ版の出演者やスタッフ一同からもダメ男扱いされている。ただし、一部男性声優陣からは擁護されているという。
アニメ版では複数の女性と関係を持つが、PCオリジナル版ではゲームシステムの都合上複数ヒロインの同時攻略が不可能なことや、そもそものキャラクター設定が異なる為、そのような事態にはならない。
森川 由綺（もりかわ ゆき）
声 - 平野綾
誕生日：12月24日 / 血液型：A型 / 星座：やぎ座 / 身長：160cm / 年齢：19歳 / 3サイズ：80/56/77
高校時代から付き合っている冬弥の彼女で、人気上昇中の女性アイドル。アイドルの仕事をしながら、冬弥と同じ悠凪大学に通う2年生。設定では歌の才能に溢れているとされる。温厚で純朴で素直な努力家であるという欠点の見当たらない性格に加え、多忙で冬弥に会えない寂しさを人に見せない気丈なところも持っている。
なお、作中ではよく笑顔を見せる素朴で明るい女性として描かれているが、これは恋人である冬弥が相手だからこそ見せる信頼と安心の表情であり、本来はもっと暗い性格の地味な女性である。
アニメ版では冬弥の幼馴染であり、幼女時代と高校生時代の由綺の姿が描かれている。神崎樹の遠い親族であり、めのうとも接点があった。原作と異なり理奈に平手打ちするシーンは無い。代わりに自傷行為に及ぶなど待つ女、耐える女である性格が強調されている。純朴ゆえ業界に疎い一面があり、理奈が移籍を宣言した時にはパニックに陥った。髪型が変わることがある。
『To Heart』（PS/PSE/PS2版）には、あるイベントシーンの背景にモブとして登場する。
緒方 理奈（おがた りな）
声 - 水樹奈々
誕生日：11月26日 / 血液型：AB型 / 星座：射手座 / 身長：165cm / 年齢：19歳 / 3サイズ：83/54/82
由綺と同じ芸能プロダクションに所属する人気女性アイドルで、由綺の先輩。幼い頃から芸能界という孤独な環境にいたため、身近で理奈のプロデューサーを務めていた実兄の英二に対する情愛が強いものの、彼自身は由綺に入れ込むようになってしまい、さらなる孤独感に駆られていた。そこに冬弥が現れ、優しく接してもらうことにより彼へ想いを寄せるようになる。
アニメ版では兄に対し似たもの同士ゆえの近親憎悪を抱いている。途中から英二の方針についていけなくなって緒方プロから独立、M&Mミュージックへ移籍した。冬弥を専属マネージャーとして雇っている。芸能活動は甘えや妥協を許さない方針で納得いくまで何度でもやり直す。オフの日も自主的にレッスンに打ち込んでいる。自分にも周囲に対しても厳しい態度で接することが多いが、それは彼女なりの思いやりでもある。終盤ではお茶に洗剤を盛られて声が出せなくなる。冬弥のことが好きだったが結局身を引いた。髪型がコロコロ変わる。
『To Heart』（PS/PSE/PS2版）、『ToHeart2』、『まじかる☆アンティーク』、『こみっくパーティー』、『Routes PE/PORTABLE』など、他のLeaf/AQUAPLUS作品では芸能人として度々名前が登場する。
河島 はるか（かわしま はるか）
声 - 升望
誕生日：2月15日 / 血液型：A型 / 星座：水瓶座 / 身長：164cm / 年齢：19歳 / 3サイズ：74/54/78
冬弥の幼馴染で悠凪大学の2年生。ボーイッシュな外見に加え、世間離れしていて掴み所のない性格をしており、冬弥とは男友達のように付き合っている。しかし、内面では数年前に兄を失ったことによる寂しさを抱えているため、冬弥に優しく扱われるうちに彼へ想いを寄せるようになる。
アニメ版ではマナと仲が良く一緒に遊ぶシーンが多い。180度開脚ができるほど身体が柔らかい。終盤では彰と付き合い始める。冬弥が捨てたメダルを回収し保管していた。
ゲーム版の髪型は直毛のショートカットだったが、アニメ版ではくせ毛に変更され、幼少のころはロングヘアーである。
澤倉 美咲（さわくら みさき）
声 - 高本めぐみ
誕生日：4月7日 / 血液型：A型 / 星座：牡羊座 / 身長：158cm / 年齢：21歳 / 3サイズ：83/58/83
冬弥や由綺と同じ悠凪大学の先輩で3年生。温厚かつ控え目で、断ることが苦手である。高校時代から2人の先輩であり、その頃から冬弥に横恋慕していたことが、シナリオを進めるにつれ明らかとなる。由綺に会えない冬弥とは男女の関係を進展させることになるが、一方で自責の念に駆られて彼を避けるようになってしまうような繊細な心の持ち主でもある。
アニメ版では演劇部の部員であり、脚本と衣装デザインを担当。過去に部長の田丸と交際するが紆余曲折を経て振っている。冬弥への横恋慕に自責の念を感じながらも彼と一緒に衣装を製作する。劇発表当日、田丸からの冷遇ぶりに憤りを感じ冬弥と共に舞台の天井裏に忍び込んで見物しようとする際、鉄パイプの下敷きになって重傷を負いながらも冬弥に告白するが振られる。その直後、彰から告白されその想いを受け入れるが、うまくいかず結局別れる。その後、冬弥と弥生の逢引写真を田丸から見せられたのがきっかけで悪女になろうと思い、再び冬弥に想いをぶつける。冬弥と一夜限りの関係を過ごした後、身を引いたようである。
原作と異なり、必ずしも頼まれると嫌とは言えない性格ではないようである。終盤では田丸からの要求をきっぱりと断っている。眼鏡をかけているシーンと車を運転しているシーンがある。
観月 マナ（みづき マナ）
声 - 戸松遥
誕生日：1月18日 / 血液型：B型 / 星座：山羊座 / 身長：149cm / 年齢：17歳 / 3サイズ：71/53/74
由綺の親戚で、蛍ヶ崎学園高校の3年生。冬弥や由綺も蛍ヶ崎学園に通っていたため、後輩に当たる。親がアルバイトの家庭教師を募集したため、それに偶然応募してきた冬弥と知り合うことになる。背伸びをしたがる傾向のある生意気な性格で、最初は冬弥を振り回してばかりいるが、それにもかかわらず誠実に対応してくれる彼へ次第に惹かれていく。
アニメ版では神崎樹の次女でめのうの妹。母親から金銭的な愛情しか受け取っておらず、家族の団欒を知らずに育った為、寂しさを抱えており、部屋をメチャメチャにして不満を爆発させる描写がある。幼い頃遊んで貰っていた由綺の事を本当の姉だと思っていた。冬弥やはるかとの出会いが彼女を少しずつ変えていく。冬弥のことを「金の斧くださいって言えないからって鉄の斧ばっか集めているケチなきこり」と呼んでいる。
『To Heart』（PS/PSE/PS2版）には、背景にモブとして登場する。
篠塚 弥生（しのづか やよい）
声 - 朴璐美
誕生日：7月28日 / 血液型：A型 / 星座：獅子座 / 身長：175cm / 年齢：24歳 / 3サイズ：90/60/85
由綺のマネージャーで、冷静沈着で冷徹な性格をしている。由綺をトップアイドルに成長させることを生き甲斐とするなど、彼女に対する思い入れはかなり強い。由綺の成長のため、彼女と冬弥の関係を「由綺の精神バランスを調整し、仕事のストレスやプレッシャーを軽減させ、なおかつ仕事やプライベートに無理を強要しない都合の良い健全な恋人の距離」に保ちたいと考えており、その対価として自身の肢体を冬弥へ提供する場面がある。
アニメ版では原作の設定に加えストーカーに悩まされており、冬弥をストレス発散のために利用する一方で、冬弥の不誠実さを戒める場面もある。最終的には目論見が失敗したと負けを認め、身を引いた。その際「わたしを愛した人は皆いなくなってしまうからあなたに近づいた。大嫌いです、今でも」と冬弥に伝える。英二に対して忠実で、たとえ「脱げ」と命じられても従う。理奈とは不仲ではないものの緊張した関係にある。
如月 小夜子（きさらぎ さよこ）
声 - 佐藤利奈
誕生日：4月8日 / 血液型：O型 / 星座：牡羊座 / 身長：163cm / 年齢：19歳 / 3サイズ：87/56/81
リメイク版オリジナルキャラクター。アイドルグループ「桜っ娘クラブ」の元リーダーで、グループ卒業後はソロ活動をしている。意地っぱりだが、芯の弱い性格である。今は大学検定の結果待ちのせいか、落ち着きが無い。

### サブキャラクター
七瀬 彰（ななせ あきら）
声 - 阪口大助 / 小野涼子
誕生日：3月9日 / 血液型：O型 / 星座：魚座 / 年齢：19歳
冬弥、由綺、はるかの友人で悠凪大学の2年生。一見女性のような容姿をしている優男であるが、叔父のフランクと同じく、Leaf/AQUAPLUS作品では恒例の長瀬一族の1人でもある。美咲への密かな想いを言い出せないまま、彼女とは曖昧な関係を保っている。このため、美咲シナリオでは四角関係に陥っている。
アニメ版では原作と大きく異なり、正義感が強く攻撃的で素直でないうえ、嫉妬深く頼りない性格に変更された。ビジュアルも大きく変更されている。美咲を巡って冬弥に対抗意識を燃やし一時は不仲になるが、冬弥を殴るまでのプロセスは原作と異なる。美咲に想いを伝え付き合うことになるも破局する。その後、はるかと付き合っている最中に交通事故に遭うが、軽傷で済んでいる。
ゲームリメイク版では再びPCオリジナル版設定に準拠したキャラクターへ戻されている。
緒方 英二（おがた えいじ）
声 - 速水奨
誕生日：5月10日 / 血液型：A型 / 星座：牡牛座 / 年齢：28歳
理奈の兄で、由綺と理奈の所属する芸能プロダクションの社長。かつては才能にあふれた持つミュージシャンであった。人を食ったような態度で、冷たい言葉を浴びせることが多い。
アニメ版ではミュージシャン時代にロンドンを放浪していた時、美術館で見た“少女の絵"が彼の人生に大きな影響を与える。芸能界で成功し、同じ絵を買いあさっていた。神崎社長ともその絵を賭けた勝負を行うなど公私混同が目立ち、理奈から白眼視されている。1クール目では完璧な成功者に見えた彼だが、2クール目では意外な脆さと人間臭さを見せた。由綺に対して母親を求めている素振りがあり、腕を触ったうえにキスまでしたが拒絶される。最終回では海外へ旅立つような描写がある。
フランク 長瀬（フランク ながせ）
声 - 塩屋翼
彰の叔父。冬弥と彰がアルバイト中の喫茶店「エコーズ」のマスター。甥の彰と同じく、Leaf/AQUAPLUS作品では恒例の長瀬一族の1人でもある。昔はロボット工学に従事していたらしく、大企業に務める従兄弟が家庭用メイドロボを実用化させつつあり、親戚には教師や警察官がいるとのこと。
アニメ版ではエコーズの地下に秘密のバーやアトリエを所有していて、大量のレコードや洋酒、英二の美術品を収納しているほどの大金持ち。過去に緒方兄妹への資金援助を行っていた。愛称はフランキー。普段は奥の部屋でレコードを聞いていて喫茶店は基本的にバイト任せである。冬弥を殴ったことがある。
原作では口と顎を覆うように髭が生え、ニットキャップを被っていたが、アニメ版ではデザインが変更された。
神崎 樹（かんざき いつき）
声 - 佐々木優子
アニメ版オリジナルキャラクター。マナとめのうの母親で、緒方プロのライバル事務所「M&Mミュージック」の社長。ライバルである緒方英二のことをエーちゃんと呼ぶ。
離婚歴があり、めのうは父側にマナは自分が引き取った。仕事第一で家庭や娘のことはほったらかしである。普段は人使いが荒く厳しい態度だが実はツンデレ。打ち解けると身の上話を始めたり素直に謝罪したりする殊勝な一面もあるが、詐欺話で英二を騙そうとしたりめのうの吹き替えを黙認したりとダーティな部分もある。最終的には娘たちとの関係を修復する。
松山 めのう（まつやま めのう）
声 - 宍戸留美
アニメ版オリジナルキャラクター。25歳。M&Mミュージック所属のミュージシャン。樹の長女でマナの姉。
由綺の遠い親戚であり、10年前に冬弥と出会う。冬弥に女神の暗示をかけ思い出を封印した物語のキーパーソン。本人もそのことは忘れていたらしいがクリスマスライブの時に再会して以来全てを思いだす。冬弥のことが気になり、お姉さん気取りで冬弥のアパートに入り浸っていることが多い。仕事を放棄して失踪するなどのトラブルが絶えないことから、神崎社長から体罰を受ける。過去に田丸と付き合っていて妊娠後中絶を経験している。その田丸と取引してスクープ写真を捏造し、実は自身は歌っておらず別人が吹き替えていることをマスコミに暴露。代わりに冬弥と弥生のスキャンダルをもみ消すよう要求する。冬弥が全てを思い出すと樹やマナとの関係を修復し身を引く。
桜団（さくらだん）
声 - 桜団1（室町文子）：矢野明日香、桜団2（洞院沙莉衣）：木村はるか、桜団3：古川絵里奈、桜団4（小林奈津美）：高森奈津美、桜団5：高本めぐみ、桜団7：升望
アニメ版オリジナルキャラクター。M&Mミュージック所属の女性アイドルユニット。
解団した後、元桜団団長の室町文子（22）は、ソロデビューした元副団長の洞院沙莉衣（20）のマネージャーになった。
田丸（たまる）
声 - 中井和哉
アニメ版オリジナルキャラクター。悠凪大学の学園長の息子で大学3年生。10年前からめのうに憧れていて、彼女と関係し妊娠させている。その後中絶手術のため父親に負担をかけており、父とめのうには頭が上がらない。過去に自分をふった美咲に対し腹いせに様々な嫌がらせを行っている。平良木に対しても高圧的な態度を取る。
平良木（ひらき）
声 - 平勝伊
アニメ版オリジナルキャラクター。理奈のマネージャーであったが、過去の様々な失態で事務所から解雇された。その後弥生に対し盗撮や無言電話などのストーカー行為を始める。田丸に盗撮現場を押さえられて以来、田丸の手下として使われる。小心者だが、カメラを構えたときには自信にあふれた態度を見せる。
藤井 剛三
声 - 宮林康
アニメ版オリジナルキャラクター。冬弥の父で、下宿の管理人をしている。妻を亡くしている。幼いころから冬弥に厳しかったが、実は冬弥の理解者であり成長ぶりを見守っていた。冬弥の過去についても知っていて、それを忘れてしまった冬弥に苛立ちを感じている。第13話で急病を患い入院する。一時的には退院できたものの症状が悪化し再び入院、そのまま帰らぬ人となる。
野宮 友枝
声 - 小川ちひろ
ドラマCD版オリジナルキャラクター。アニメ版本編の数か月前に冬弥が頻繁に会っていた女性。

## 制作
高橋龍也による初期案では「恋人に見つからないように浮気する」という内容であり、恋人が別れ話を切り出したときに思いとどめてもらう説得力をもたせるため、恋人の職業もアイドルにすることも決まっていた一方、ウディ・アレンの映画のようなコメディ作品になる予定だった。ところが、原田宇陀児がメインシナリオライターに起用されたことにともない、原田の持ち味を生かせる内容に変更された。
原田は高橋との対談の中で、現実の恋愛では真正面からぶつかることを避けるために誰かが方向転換するはずだが、それができない物語が本作であると話している。また、本作は『To Heart』のアンチテーゼでもあり、仲良しグループが一歩間違えた時の物語でもあるという。
なお、原田は関係のもつれからキャラクター同士の正面衝突に発展するのは青年誌や少女漫画の王道のようで、実際参考資料として漫画を渡されることもあったが、それでは『To Heart』に戻ってしまうため、女性にもてて幸せというよりは、女性にもてるのに不幸にすることで『To Heart』から発展するであろう暴走へのストッパーになるのではないかと考えたと対談の中で話している。一方で、原田は由綺を捨てる痛みを持たせるよう指示を受けていたといい、自分でもそれを意識したとも振り返っている。
もともと原田は文字配置のルールなどをあえて崩す傾向にあったため、対照的な方針を持つ高橋が理奈ルートの演出を担当した際、「なぜここで改行しないのか」と思う場面があったという。

## スタッフ
PCオリジナル版
Leaf伊丹（現：大阪）開発室による作品。
- 脚本 - 原田宇陀児
- 原画 - ら〜・YOU、水無月トオル（ゲスト原画）
- 音楽 - 石川真也、中上和英、下川直哉

リメイク版（綴られる冬の想い出）
- 脚本 - アクアプラス
- 脚本協力 - 枕流、涼元悠一、まるいたけし、JIGY
- 原画 - カワタヒサシ
- 音楽 - 石川真也、松岡純也、衣笠道雄、中上和英、下川直哉
- ゲーム内アニメーション制作 - カオスプロジェクト

## 主題歌
PCオリジナル版
オープニングテーマ、挿入歌「WHITE ALBUM」
作詞 - 森川由綺 / 作曲・編曲 - 石川真也 / 歌 - 森川由綺
挿入歌「SOUND OF DESTINY」
作詞 - 須谷尚子 / 作曲・編曲 - 中上和英 / 歌 - 緒方理奈
エンディングテーマ「POWDER SNOW」
作詞 - 須谷尚子 / 作曲・編曲 - 下川直哉 / 歌 - AKKO
「WHITE ALBUM」及び「SOUND OF DESTINY」の歌手はキャラクター名義でクレジットされているが、実際に歌っている歌手名は非公開となっている。
リメイク版（綴られる冬の想い出）
オープニングテーマ「雪の魔法」
作詞 - 須谷尚子 / 作曲・編曲 - 松岡純也 / 歌 - Suara
挿入歌「WHITE ALBUM」
作詞 - 森川由綺 / 作曲 - 石川真也 / 編曲 - 衣笠道雄 / 歌 - 森川由綺（平野綾）
挿入歌「SOUND OF DESTINY」
作詞 - 須谷尚子 / 作曲 - 中上和英 / 編曲 - 松岡純也 / 歌 - 緒方理奈（水樹奈々）
挿入歌「君のかわり」
作詞・作曲・編曲 - 豆田将 / 歌 - Suara
エンディングテーマ「POWDER SNOW」
作詞 - 須谷尚子 / 作曲 - 下川直哉 / 編曲 - 衣笠道雄 / 歌 - Suara

## 評価

### オリジナル版
ライターの津田清和は、共著『美少女ゲームマニアックス』の中で本作について、気弱で優柔不断な主人公・藤井 冬弥には感情移入しづらいとしたうえで、ギャルゲーでは当たり前ながらあえて無視してきた問題を取り扱っていると述べ、斬新な作品だと評価している。
また、津田は理奈の兄で由綺のプロデューサーである英二の存在感の大きさについて触れており、由綺以外のルートでの冬弥に対するきつい発言にも、達観したところがあり優しさも含まれていると津田は述べている。
一方、津田は意味をなしていない体力システムや、会話パネルが物語の内容と合っていないなど、システム面の練りこみ不足を指摘しており、この失敗が次回作『まじかる☆アンティーク』に生かされたとも話している。

## テレビアニメ
全26話。UHFアニメの形態で前半は2009年1月から3月まで、後半は同年10月から12月まで、それぞれ13話ずつに分けて放送された。
オリジナルであるパソコン版は発売当時の現代（1990年代）を舞台にしていたが、アニメ版はそれよりも過去の1986年を舞台としている。これは、本作のメインテーマ「忙しい恋人とのすれ違い」を演出するうえで必要な条件を満たすためである。
以上の時代設定以外にも、キャラクターの性格や関係性がPCオリジナル版から大きく変更されている。アニメ版オリジナルキャラクターが既存キャラクターやストーリーの根幹部分に多大な影響を及ぼしており、話の流れもパソコン版とは異なる。他にも、登場人物の通う大学が「悠凪大学」から「夕凪大学」に変更されている。

### スタッフ（アニメ）
- 原作 - アクアプラス[9]
- 監督 - 吉村明（前半）、吉田泰三（後半）[9]
- 助監督 - 吉田泰三（前半）
- 脚本 - 佐藤博暉[9]
- キャラクター原案 - カワタヒサシ[9]
- アニメーションデザイン - 吉成鋼[9]
- 総作画監督 - 坂田理
- プロップデザイン - 堀内博之
- 美術監督 - 片平真司[9]
- 美術監督補 - 益田賢治
- カラーデザイン - 佐藤直子
- 撮影監督 - 北岡正
- 編集 - 布施由美子、野尻由紀子
- 音響監督 - 塩屋翼
- 音楽 - Elements Garden（藤田淳平、藤間仁）
- プロデューサー - 三嶋章夫
- アニメーション制作 - セブン・アークス[9]
- 製作 - PROJECT W.A.[9]

### 主題歌（アニメ）
オープニングテーマ
「深愛」（第1話 - 第12話）
作詞・歌 - 水樹奈々 / 作曲 - 上松範康（Elements Garden） / 編曲 - 藤間仁（Elements Garden）
第13話はエンディングテーマとして使用。
「夢幻」（第14話 - 第25話）
作詞・歌 - 水樹奈々 / 作曲 - 上松範康（Elements Garden） / 編曲 - 藤田淳平（Elements Garden）
第26話はエンディングテーマとして使用。

エンディングテーマ
「舞い落ちる雪のように」（第1話 - 第12話）
作詞 - 須谷尚子 / 作曲・編曲 - 衣笠道雄 / 歌 - Suara
「赤い糸」（第14話 - 第25話）
作詞 - 須谷尚子 / 作曲・編曲 - 松岡純也 / 歌 - Suara

劇中歌
「ガラスの華」（第1話、第3話、第12話）
作詞 - 有里泉美 / 作曲・編曲 - 藤間仁（Elements Garden） / 歌 - 緒方理奈（水樹奈々）
「WHITE ALBUM」（第6話、第8話、第10話、第16話、第17話、第24話）
作詞 - 須谷尚子 / 作曲 - 石川真也 / 編曲 - 石川真也、松岡純也 / 歌 - 森川由綺（平野綾）
「ツイてるねノッてるね」（第9話）
作詞 - 松本隆 / 作曲 - 筒美京平 / Basic Arr. - 大村雅朗 / Add. Arr. - 船山基紀 / 歌 - 中山美穂
「SOUND OF DESTINY」（第11話、第14話、第16話、第17話）
作詞 - 須谷尚子 / 作曲 - 中上和英 / 編曲 - 中上和英、松岡純也 / 歌 - 緒方理奈（水樹奈々）
「WAKU WAKUさせて」（第11話）
作詞 - 松本隆 / 作曲 - 筒美京平 / 編曲 - 船山基紀 / 歌 - 中山美穂
「You're My Only Shinin' Star」（第12話）
作詞・作曲・編曲 - 角松敏生 / St. Arr. - 大谷和夫 / Brass Arr. - 数原晋 / 歌 - 中山美穂
「WHITE ALBUM（Live Ver.）」（第13話）
作詞 - 須谷尚子 / 作曲 - 石川真也 / 編曲 - 藤田淳平（Elements Garden） / 歌 - 森川由綺（平野綾）
「シークレットカオス」（第19話、第22話、第24話）
作詞 - 有里泉美 / 作曲・編曲 - 藤田淳平（Elements Garden） / 歌 - 松山めのう（宍戸留美）
「恋色空」（第23話、第24話）
作詞 - Bee' / 作曲・編曲 - 藤間仁（Elements Garden） / 歌 - 森川由綺（平野綾）
「POWDER SNOW（Live Ver.）」（第26話）
作詞 - 須谷尚子 / 作曲 - 下川直哉 / 編曲 - 藤田淳平（Elements Garden） / 歌 - 森川由綺（平野綾）、緒方理奈（水樹奈々）
「POWDER SNOW（YUKI  &  RINA Ver.）」（第26話）
作詞 - 須谷尚子 / 作曲 - 下川直哉 / 編曲 - 藤田淳平（Elements Garden） / 歌 - 森川由綺（平野綾）、緒方理奈（水樹奈々）

### 各話リスト
| 話数       | サブタイトル                                                              | 絵コンテ                            | 演出           | 作画監督                    |      |
| 前半       | 前半                                                                      | 前半                                | 前半           | 前半                        | 前半 |
| ---------- | ------------------------------------------------------------------------- | ----------------------------------- | -------------- | --------------------------- | ---- |
| 第一頁     | そう、あの時はもう、スイッチが入ってたんじゃないかなあ                    | 佐藤博暉                            | 奥野耕太       | 坂田理                      |      |
| 第二頁     | ずっと前から仕組まれてた、そんな出会いって、信じる?                       | 松竹徳幸                            | 宇井良和       | 黒岩裕美                    |      |
| 第三頁     | 手と手、肩と肩、背中と背中、それから。 服の上からだっていいんだ           | 下田正美                            | 岸川寛良       | 佐藤清光                    |      |
| 第四頁     | 想像を超えてわかり合えてるって、感じる時がある。 逆の時も多いけどね       | 吉田泰三                            | 吉田泰三       | 清水空翔                    |      |
| 第五頁     | 邪魔をするのが、近しい人間だけとは限らない。 知らない人ほど、手厳しい     | 渡邊哲哉                            | 小林浩輔       | 徳田夢之介                  |      |
| 第六頁     | 悩みを忘れるいい方法。 他人のトラブルに首を突っ込んでみるってのは、どう?  | 小平麻紀                            | 小平麻紀       | 高瀬言                      |      |
| 第七頁     | イメージはどんどん構築しなきゃ。 ただでさえ、端から崩れてくものなんだから | 八瀬祐樹                            | 八瀬祐樹       | 武智敏光                    |      |
| 第八頁     | 時間がないときほど、多くのことができる。やってしまう。 もちろん、恋だって | 奥野耕太                            | 奥野耕太       | 中野典克                    |      |
| 第九頁     | 思い出に気の利いたシナリオは要らない。 口から出た瞬間、どうせみんなたわ言 | 岸川寛良                            | 岸川寛良       | 岡野幸男 杉藤さゆり         |      |
| 第十頁     | 一人相撲が虚しいのは、一人だからってだけじゃない。 観客の目が、痛いんだ   | うえだひでひと                      | 小平麻紀       | 津熊健徳                    |      |
| 第十一頁   | 胸につかえていることを、時は解決してくれない。 忘却のラベルを貼るだけで   | 星野真                              | 矢花馨         | 柳瀬譲二                    |      |
| 第十二頁   | 縛ること。欺くこと。奪うこと。与えること。 どれより辛いのが、待つこと     | 渡邊哲哉                            | 渡邊哲哉       | 高野和史 鳥山冬美           |      |
| 第十三頁   | 器が傾いてるのに、気づかなかった? 水はもう一滴も残ってなかったからね      | 佐藤博暉、吉田泰三 豊増隆寛、吉成鋼 | 奥野耕太       | 坂田理                      |      |
| 後半       |                                                                           |                                     |                |                             |      |
| 第十四頁   | チューニングが合ったためしがない。 もっと良好な場所があると思ってしまう   | 吉田泰三                            | 吉田泰三       | 立石聖                      |      |
| 第十五頁   | 見つからないものが、まわりを壊す。 そこにないから、手の打ちようがない     | うえだひでひと                      | ところともかず | 服部憲知                    |      |
| 第十六頁   | 小さい頃を想って、恥ずかしさに身悶えすることがある。 それに比べれば       | 下司泰弘                            | 下司泰弘       | 原修一 飯飼一幸             |      |
| 第十七頁   | バレてほしい嘘がある。信じてほしくないホントウがある。 一つずつ、ある     | 川崎逸朗                            | 徐恵眞         | 北篠直明 野道佳代           |      |
| 第十八頁   | 虫が良すぎるんじゃない? 殻に閉じこもってるくせに、閉所恐怖症なんて        | 青柳宏宣                            | 青柳宏宣       | 内田孝                      |      |
| 第十九頁   | 飽きるから次に進めるという。 大抵は、進む前にもう飽きてるみたいだけど     | 渡邊哲哉                            | 鶴田寛         | 早宮諺                      |      |
| 第二十頁   | 恋愛は理屈じゃない。 そう語り合う恋人達は、詩人、評論家、哲学者           | うえだひでひと                      | うえだひでひと | 山本善哉 中本尚             |      |
| 第二十一頁 | 別れ道まで戻りたいと思う。右にすれば良かったって。 後悔だけのそんな道程   | 青柳宏宣                            | 渡辺正彦       | 飯飼一幸                    |      |
| 第二十二頁 | 口べたで悩んでる? 目で会話してみるといい、すぐにしゃべりたくなるから      | 小林一三                            | ところともかず | 山崎展義 服部憲知           |      |
| 第二十三頁 | 看病や手料理を期待して、風邪をひきたくなる。 後の苦しみは想像もしない     | 成田歳法                            | 成田歳法       | 原修一                      |      |
| 第二十四頁 | 夜は何もしてくれないよ。 色あせるのは太陽のせいだし                       | 川崎逸朗                            | 徐恵眞         | 野道佳代、山本善哉 小川一郎 |      |
| 第二十五頁 | 他人が悪い。自分は悪くない。他人だけが悪い。 自分だけが―                  | 津田尚克                            | 津田尚克       | 川島勝                      |      |
| 第二十六頁 | 僕達は一緒に座っている、一晩中、動くこともなく                            | 吉田泰三                            | 吉田泰三       | 小田多恵子 都竹隆治         |      |

### 放送局
| 放送地域   | 放送局   | 放送期間                  | 放送日時           | 放送系列       | 備考             |
| 前半       | 前半     | 前半                      | 前半               | 前半           | 前半             |
| ---------- | -------- | ------------------------- | ------------------ | -------------- | ---------------- |
| 神奈川県   | tvk      | 2009年1月3日 - 3月28日    | 土曜 26:00 - 26:30 | 独立UHF局      | [ 注 6 ]         |
| 埼玉県     | テレ玉   | 2009年1月5日 - 3月30日    | 月曜 25:30 - 26:00 | 独立UHF局      | [ 注 7 ]         |
| 千葉県     | チバテレ | 2009年1月5日 - 3月30日    | 月曜 25:40 - 26:10 | 独立UHF局      | [ 注 7 ]         |
| 中京広域圏 | メ〜テレ | 2009年1月6日 - 3月31日    | 火曜 27:20 - 27:50 | テレビ朝日系列 | [ 注 8 ]         |
| 京都府     | KBS京都  | 2009年1月9日 - 4月3日     | 金曜 25:30 - 26:00 | 独立UHF局      | [ 注 7 ]         |
| 日本全域   | AT-X     | 2009年1月14日 - 3月25日   | 水曜 10:00 - 10:30 | CSチャンネル   | リピート放送あり |
| 日本全域   | AT-X     | 2009年4月1日 - 4月8日     | 水曜 9:00 - 9:30   | CSチャンネル   | リピート放送あり |
| 後半       |          |                           |                    |                |                  |
| 京都府     | KBS京都  | 2009年10月2日 - 12月25日  | 金曜 25:30 - 26:00 | 独立UHF局      | [ 注 9 ]         |
| 埼玉県     | テレ玉   | 2009年10月3日 - 12月26日  | 土曜 24:30 - 25:00 | 独立UHF局      |                  |
| 神奈川県   | tvk      | 2009年10月3日 - 12月26日  | 土曜 26:00 - 26:30 | 独立UHF局      | [ 注 9 ]         |
| 千葉県     | チバテレ | 2009年10月5日 - 12月28日  | 月曜 25:45 - 26:15 | 独立UHF局      |                  |
| 中京広域圏 | メ〜テレ | 2009年10月7日 - 12月23日  | 水曜 26:54 - 27:24 | テレビ朝日系列 |                  |
| 日本全域   | AT-X     | 2009年10月13日 - 12月29日 | 火曜 8:30 - 9:00   | CSチャンネル   | リピート放送あり |

### BD / DVD
| 巻数 | 発売日        | 収録話                  | 規格品番 | 規格品番  |
| 巻数 | 発売日        | 収録話                  | BD       | DVD       |
| ---- | ------------- | ----------------------- | -------- | --------- |
| 1    | 2009年4月22日 | 第一頁 - 第三頁         | KIXA-1   | KIBA-1651 |
| 2    | 2009年5月27日 | 第四頁 - 第六頁         | KIXA-2   | KIBA-1652 |
| 3    | 2009年6月24日 | 第七頁 - 第九頁         | KIXA-3   | KIBA-1653 |
| 4    | 2009年7月23日 | 第十頁 - 第十三頁       | KIXA-4   | KIBA-1654 |
| 5    | 2009年12月9日 | 第十四頁 - 第十七頁     | KIXA-5   | KIBA-1655 |
| 6    | 2010年1月20日 | 第十八頁 - 第二十頁     | KIXA-6   | KIBA-1656 |
| 7    | 2010年2月17日 | 第二十一頁 - 第二十三頁 | KIXA-7   | KIBA-1657 |
| 8    | 2010年3月17日 | 第二十四頁 - 第二十六頁 | KIXA-8   | KIBA-1658 |

## 関連作品

### CD
ゲーム（PCオリジナル版）
- WHITE ALBUM ORIGINAL SOUND TRACK（1998年8月14日、Leaf）
  - PCオリジナル版のサウンドトラック。イベント通販限定商品。

- WHITE ALBUM（1998年12月23日、キングレコード）
  - 「WHITE ALBUM」、「SOUND OF DESTINY」のフルコーラス版（PCオリジナル版とはアレンジが異なる）及び、「POWDER SNOW」（こちらはPCオリジナル版と同一）が収録されたシングル。

- Leaf VOCAL COLLECTION Vol.1（2000年1月28日、キングレコード）
  - 『To Heart』、『こみっくパーティ』の曲とカップリングされたアルバム。「WHITE ALBUM」、「SOUND OF DESTINY」、「POWDER SNOW」を全てフルコーラス版で収録。2006年8月23日に『AQUAPLUS VOCAL COLLECTION Vol.1』とタイトルを変更して再発売された。

- POWDER SNOW/Blenda（2001年11月19日、キングレコード）
  - 黒人歌手Blendaをフィーチャーし、「POWDER SNOW」と『To Heart』のエンディングテーマ「あたらしい予感」の英語版を収録したマキシシングル。曲自体もアレンジされている。

- Leaf Piano Collection Vol.1
  - 2002年7月24日に発売されたCDアルバム。『雫』から『こみっくパーティー』までの作品からセレクトされた12曲のピアノアレンジ。『WHITE ALBUM』からは「WHITE ALBUM」、「POWDER SNOW」が収録。

テレビアニメ
- WHITE ALBUM（2009年4月1日、KICM-3188）
  - ゲーム版のオープニングテーマを、アニメで森川由綺の声を演じる平野綾がカバー。

- SOUND OF DESTINY（2009年4月8日、KICM-3189）
  - ゲーム版の挿入歌を、アニメで緒方理奈の声を演じる水樹奈々がカバー。

- 恋色空（2010年1月1日、KICM-3196）
- POWDER SNOW（2010年1月1日、KICM-3197）
  - ゲーム版のエンディングテーマを、アニメで緒方理奈の声を演じる水樹奈々がカバー。

- WHITE ALBUM Character Song Best & Sound Track（2010年3月24日、KICA-2505〜6）
- WHITE ALBUM サウンドステージ01（2010年1月27日、KICA-2501）
- WHITE ALBUM サウンドステージ02（2010年2月24日、KICA-2502）

ゲーム（ゲームリメイク版）
- WHITE ALBUM〜綴られる冬の想い出〜 オリジナル・サウンドトラック （2010年）
  - ゲームリメイク版のサウンドトラック、PS3初回特典版に新OPや挿入歌を加えた2枚組アルバム。

### 書籍
- WHITE ALBUM 公式ガイド 〜Official Art Book〜（ISBN 4-04-707032-7、角川書店）
  - ムック形式のPCオリジナル版の攻略本。各種媒体で発表されたイラスト、キャラクター紹介、ゲーム中のイベントCGのスクリーンショット、本編の攻略、スタッフインタビュー、ゲームに収録されたボーカル曲のスコアを収録。
- WHITE ALBUM -綴られる冬の想い出-　ザ・コンプリートガイド（ISBN 978-4048687881、アスキー・メディアワークス）
  - リメイク版の攻略本。関連ビジュアルやイベントCGの数々、全トロフィーの獲得条件、新ヒロイン「如月小夜子」を含むすべてのエンディングへの到達するための攻略チャートなどを掲載、95頁。
- コミカライズ
  - 阿倍野ちゃこ作画で電撃大王2008年8月号から2010年1月号まで連載、単行本全3巻。

### カードゲーム
- ティーアイ東京のカードゲーム「リーフファイトTCG」に参戦している。収録エキスパンションは、バージョン2.00など。
- シルバーブリッツのカードゲーム「Lycee」に参戦している。収録エキスパンションは、Leaf1.1など。